# Kroes Bootbouwers
G.A. Kroes & Zn. Bootbouwers is een Nederlandse jachtwerf gevestigd in Kampen en is gespecialiseerd in het vervaardigen van overnaadse houten jachten. 
Het bedrijf werd in 1910 opgericht door Gerrit Albert Kroes en was gevestigd aan de IJsselkade in het centrum van Kampen. In de beginjaren hield het bedrijf zich bezig met het vervaardigen van masten, blokken en pompen en werd er onderhoud uitgevoerd aan wherry's en kleine jachten. Na de verhuizing in 1920 naar het Van Heutszplein legde het bedrijf zich meer toe op de jachtbouw. Nadat in 1939 werd besloten het Ganzendiep af te sluiten, werden in 1940 plannen gemaakt om de werf en de inmiddels opgestarte jachthaven te bundelen in de kolk van het Ganzendiep, waar de werf nog steeds is gevestigd. Na de Tweede Wereldoorlog werden de zoons van Kroes, Gait en Siem, meer betrokken bij de werf. In de jaren 50 en 60 werden verschillende jachten naar eigen ontwerp gebouwd. Gait Kroes ontwierp de typen Jupiter, Boemerang, Scyth en verschillende kitsgetuigde schepen. Daarnaast bouwde men ook op basis van reeds bestaande ontwerpen.
Nadat in de jaren 70 de polyester-jachten in opkomst kwamen, kwam de nadruk van het bedrijf te liggen op onderhoud en reparatie van klassieke houten schepen. In 2010 werd de Spiegel der Zeilvaart – Klassieke Schepen wisselprijs aan de werf uitgereikt.